# Kisújfalu
Kisújfalu (szlovákul Nová Vieska) község Szlovákiában, a Nyitrai kerületben, az Érsekújvári járásban.

## Fekvése
Párkánytól 23 km-re északnyugatra fekszik. A község részét képezi még Aradpuszta település 1905 óta (30 ház), valamint a kataszterileg 2005 óta, de közigazgatásilag a második világháború óta a községhez tartozó Réva település (12 ház).

## Élővilága

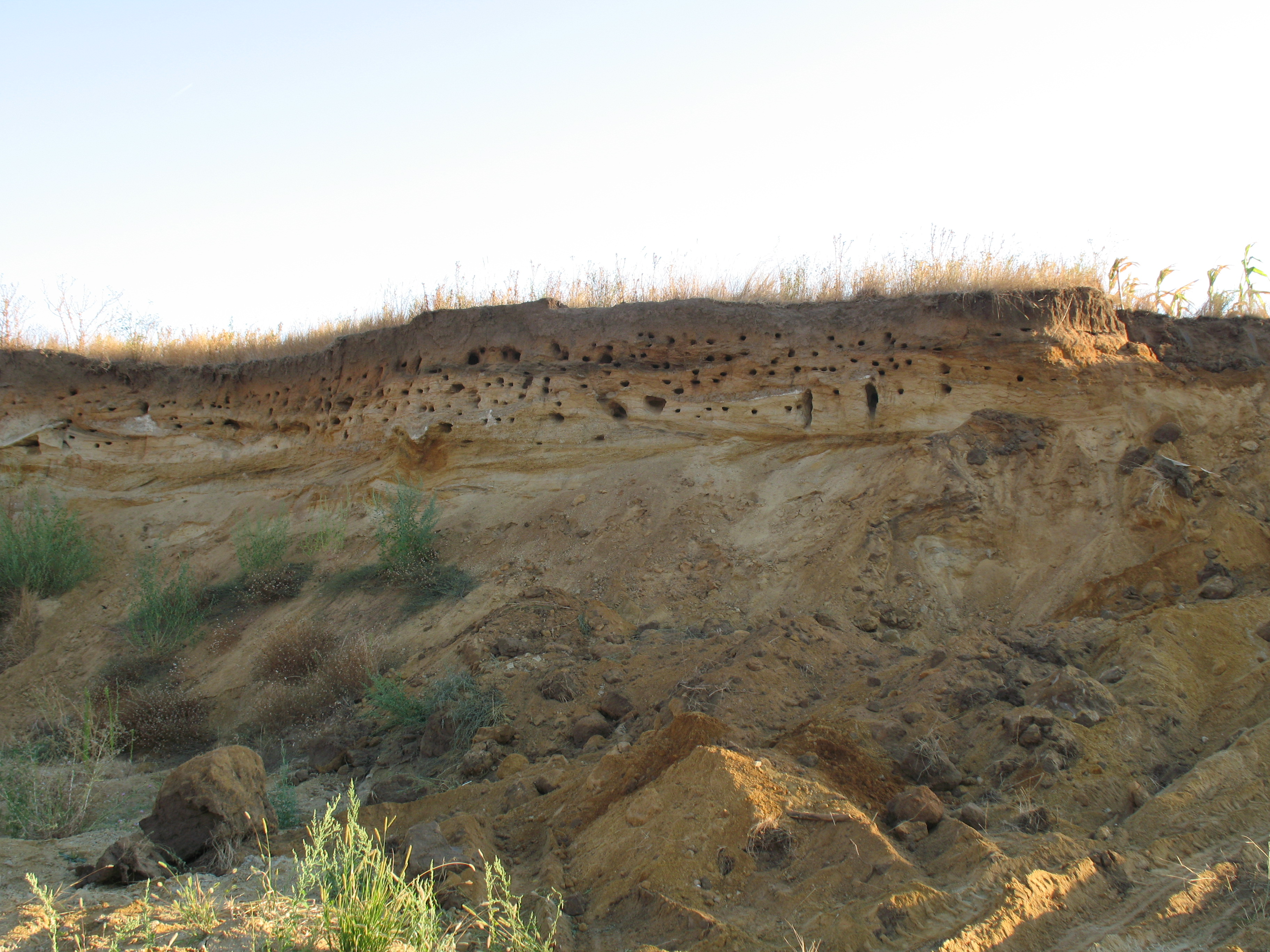
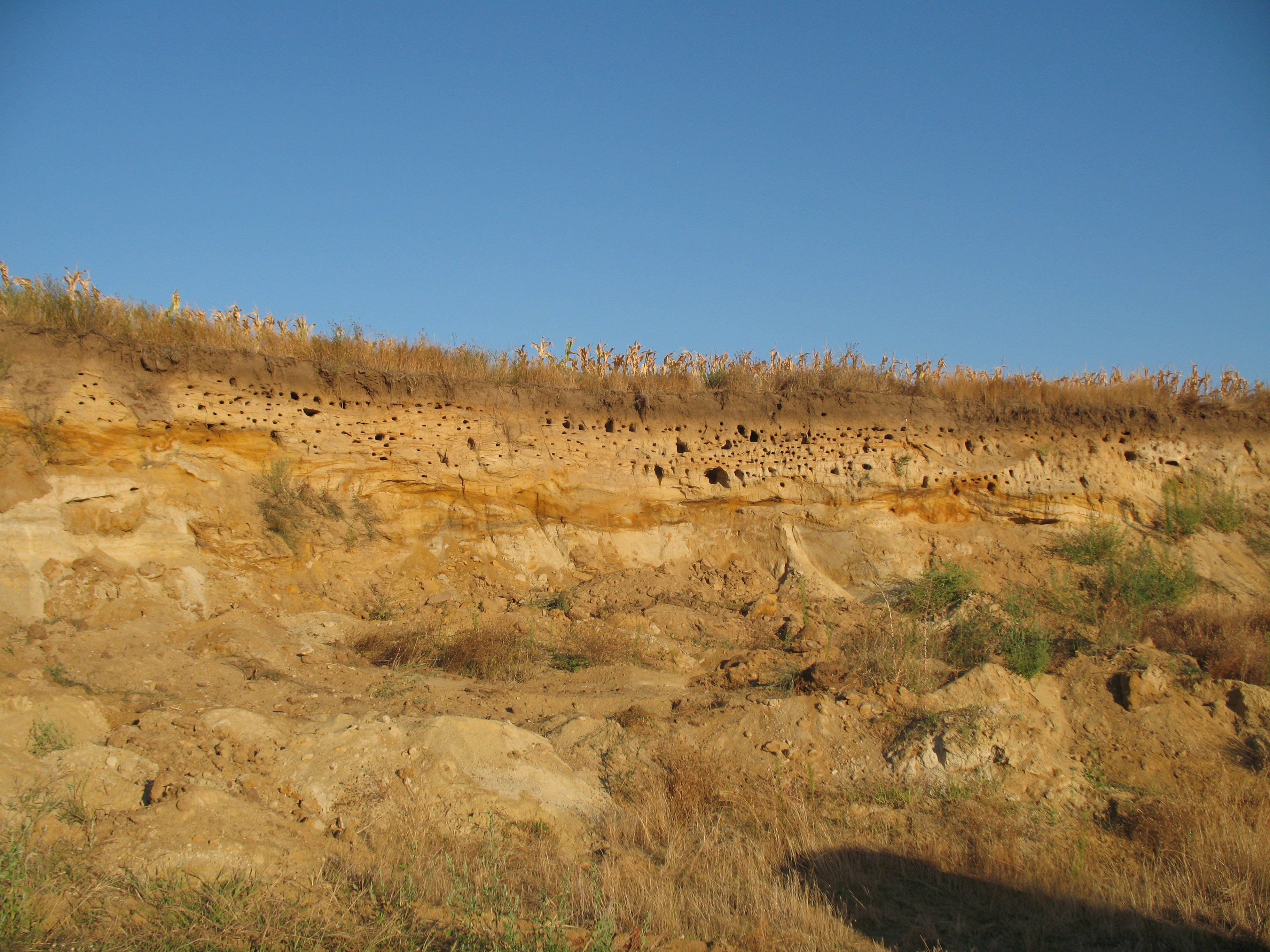
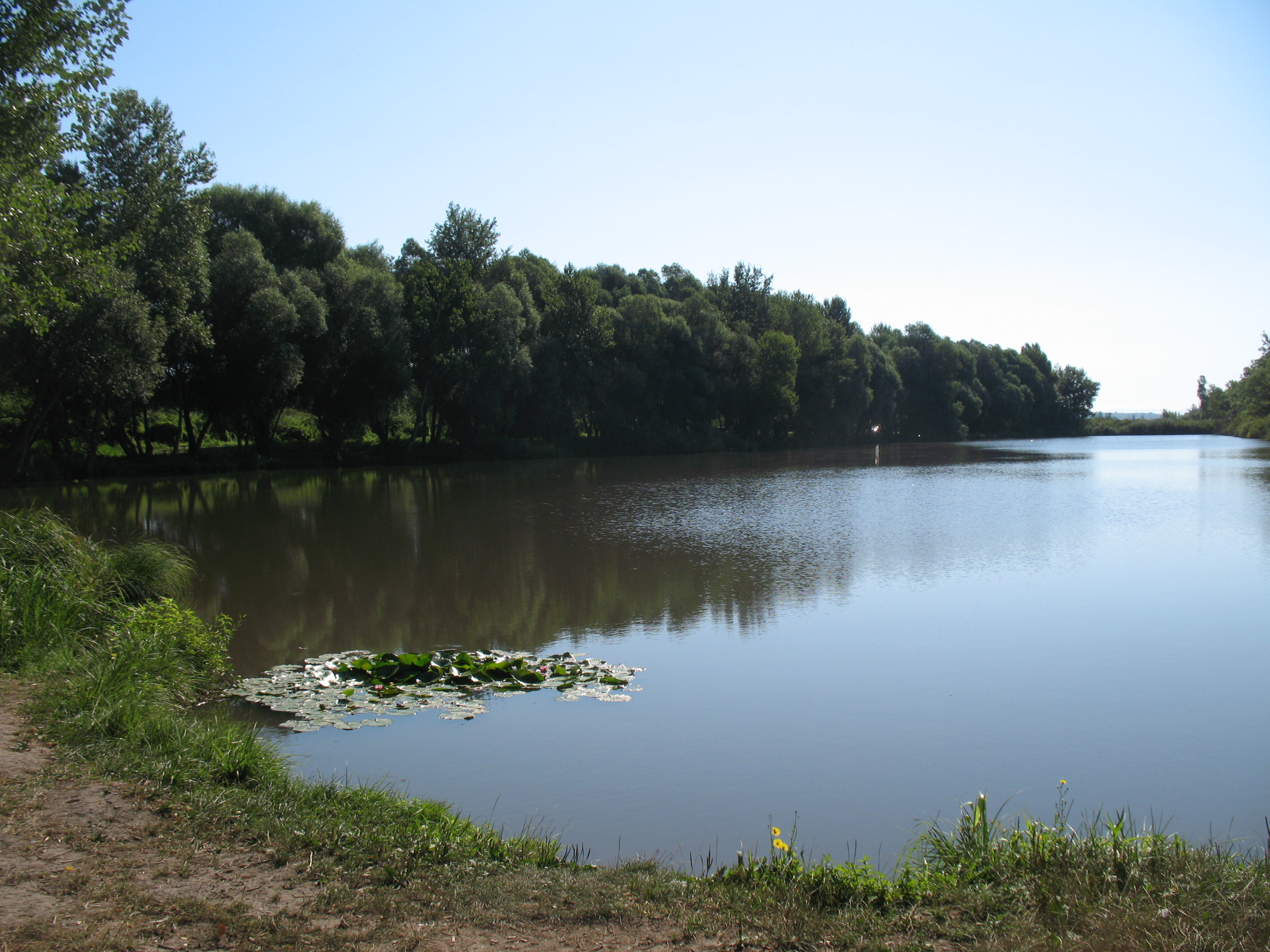
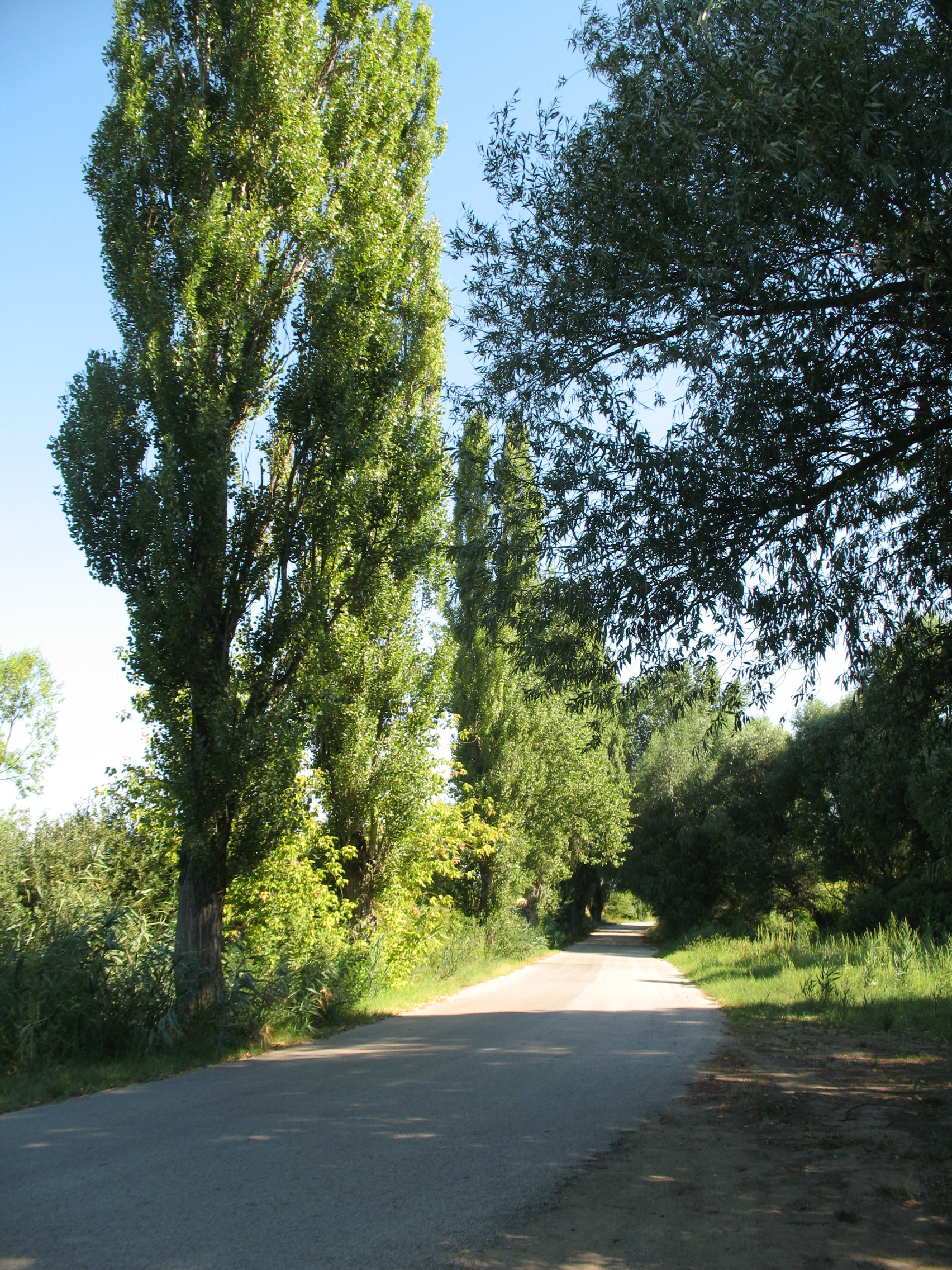
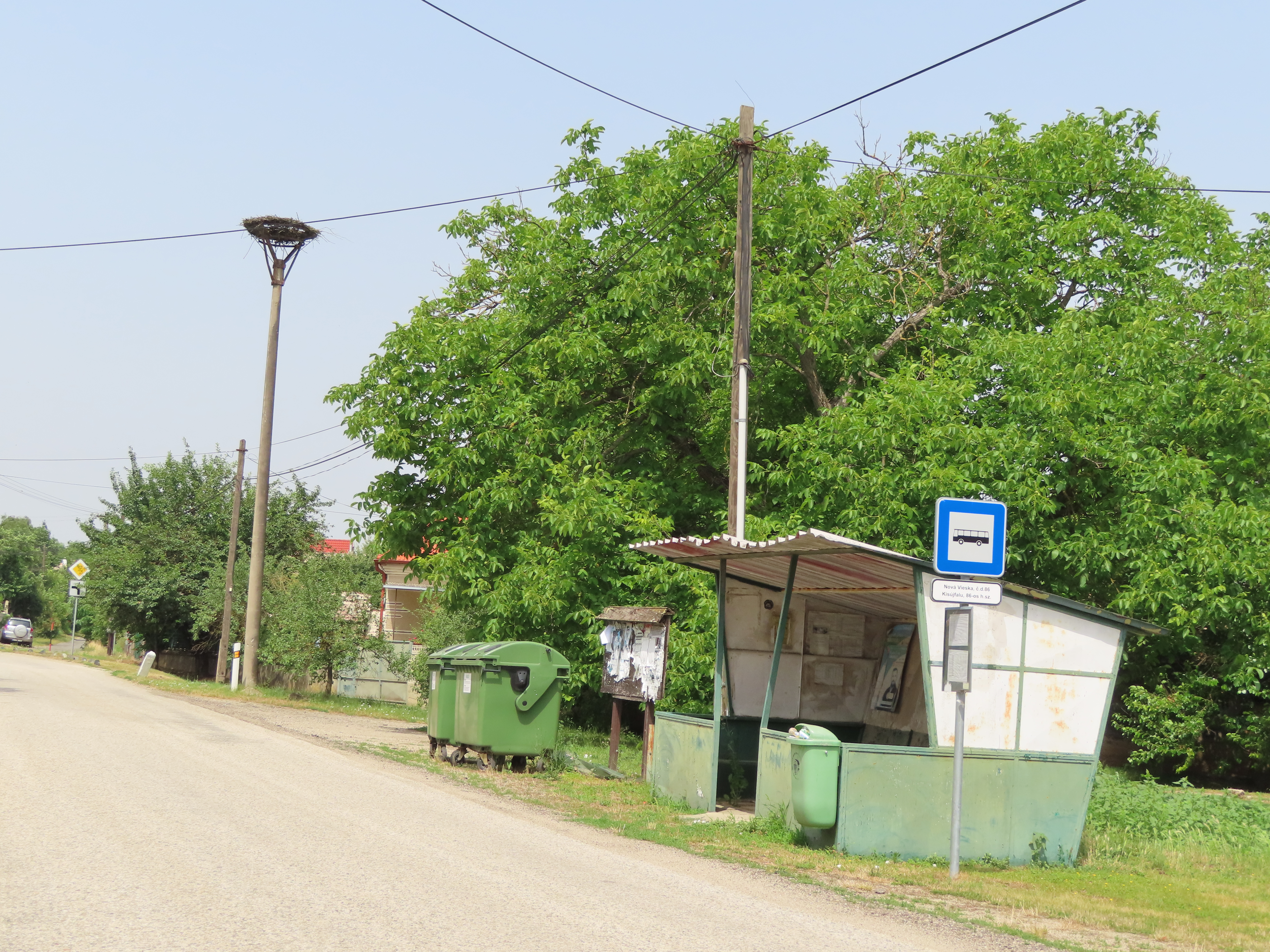

1966-óta védett területe a Párizsi-patak mocsaras környéke, híres madárátvonuló hely. A homokbányánál több kisebb madárfaj fészkel. A falu végén egy gólyafészek alátét található.

## Története
1233-ban egy adásvételi szerződésben "Ösztövér" néven szerepel először. 1263-ban a Hontpázmány nembéli András birtokolja. 1394-ben annak kapcsán említik, hogy Köbölkúti György lerombolja Forgács János ösztövéri birtokát. 1437-ben már "Újfalu" néven szerepel Zsigmond király várlistáján. 1531-ben a Báthoryak birtoka négy portával. 1570-ben az esztergomi török szandzsák összeírásában lakatlanként tüntetik fel. 1601-ben szerepel először „Kisújfalu” néven, ekkor már valószínűleg a mai helyén állt, 1½ portával adózott. 1647-ben a Keglevich család birtoka 3½ portával. 1650 körül lakói reformátusok lettek.
1664-ben a török adóösszeírásban 39 háztartást és 60 adófizetőt említenek. 1683-ban a Bécs alól visszatérő lengyel seregek feldúlják a települést. 1696-ban már a Pállfyak birtoka, ekkor 93 lakosa volt. 1710-ben pestisjárvány pusztítja a község lakosait. 1715-ben 16 adózó háztartást számlál. Bél Mátyás „Notitia Comitatis Strigoniensis” című művében érdekességként megemlíti a község határában lévő "úszó szigeteket", a mai párizsi mocsarak vidékét. 1766-ban 90 adófizető háztartása létezett 222 családtaggal. 1787-ben újra megnyílt református iskolája és a templomot is újraépítették. Ekkor 70 háztartását 476-an lakták.
Az 1820-as években csatorna kiásásával lecsapolták a határában levő mocsarat, melynek területe ekkor lényegesen csökkent. 1828-ban 80 háztartásában 605 lakos élt. Már 1850-ben elérte a vasútvonal a települést.
1851-ben Fényes Elek így ír róla "Kis-Ujfalu, magyar falu, Esztergom, az uj rendezés szerint Komárom vmegyében, ut. p. Köbölkut. Határa dombos, s részint igen termékeny, részint homokos. A lakosok birnak 539 első, 341 második osztálybeli szántóföldet, 430 h. rétet, 561 kapa szőlőt; legelője és fáizása 2-dik osztályu. Van 90 háza és 630 lakosa, kik csaknem mindnyájan reformatusok, helybeli anyatemplommal. Hg. Pálffy bátorkeszi uradalmához tartozik."  Archiválva 2007. szeptember 27-i dátummal a Wayback Machine-ben
Az 1869-es népszámlálás szerint 739 lakosa volt. 1874-ben tűzvész pusztított, melyben 10 ház kivételével az egész falu leégett. 1880-ban megalakult az önkéntes tűzoltóegylet. A falu kataszteri térképe 1888-ból ismert. A trianoni békeszerződésig Esztergom vármegye Párkányi járásához tartozott.
Az első világháborúban 26 kisújfalusi esett el. Az első bécsi döntés alapján 1938-ban visszacsatolták Magyarországhoz. A második világháború harcaiban a község 31 lakosa veszítette életét és 4 ház dőlt romba. A háború idején a falu határában zuhant le egy német Messerschmitt típusú vadászrepülőgép. A világháború után ismét Csehszlovákiához csatolták. 1947-ben a csehszlovák hatóságok 60 magyar családot telepítettek ki Magyarországra. Termelőszövetkezete 1949-ben alakult meg.
1993-ban Csehszlovákia kettéválása után Szlovákia része lett. A község határában 2003-ban II. világháborúból származó, földbe fúródott repülőbombákat találtak, melyeket felfedezésük helyszínén robbantották fel a tűzszerészek.

## Népessége
| Év:            | 1994. | 2004.    | 2014.   | 2024.    |
| -------------- | ----- | -------- | ------- | -------- |
| Emberek száma: | 892   | 793      | 722     | 649      |
| Eltérés:       |       | -11,09 % | -8,95 % | -10,11 % |

| Év:            | 2023. | 2024.   |
| -------------- | ----- | ------- |
| Emberek száma: | 665   | 649     |
| Eltérés:       |       | -2,40 % |

1910-ben 881 lakosából 880 magyar és 1 szlovák anyanyelvű volt.
2001-ben 799 lakosából 703 magyar és 91 szlovák volt.
2004-ben 781 lakosának nemzetiségi megoszlása: 90% magyar és 10% szlovák. Felekezeti megoszlás: református falu, evangélikus és baptista kisebbséggel, és kb. 10%-nyi római katolikus hitvallású lakossal.
2011-ben 737 lakosából 645 magyar és 84 szlovák volt.
2021-ben 656 lakosából 560 (+14) magyar, 82 (+9) szlovák, (+1) egyéb és 14 ismeretlen nemzetiségű volt.

## Nevezetességei
- Református temploma.

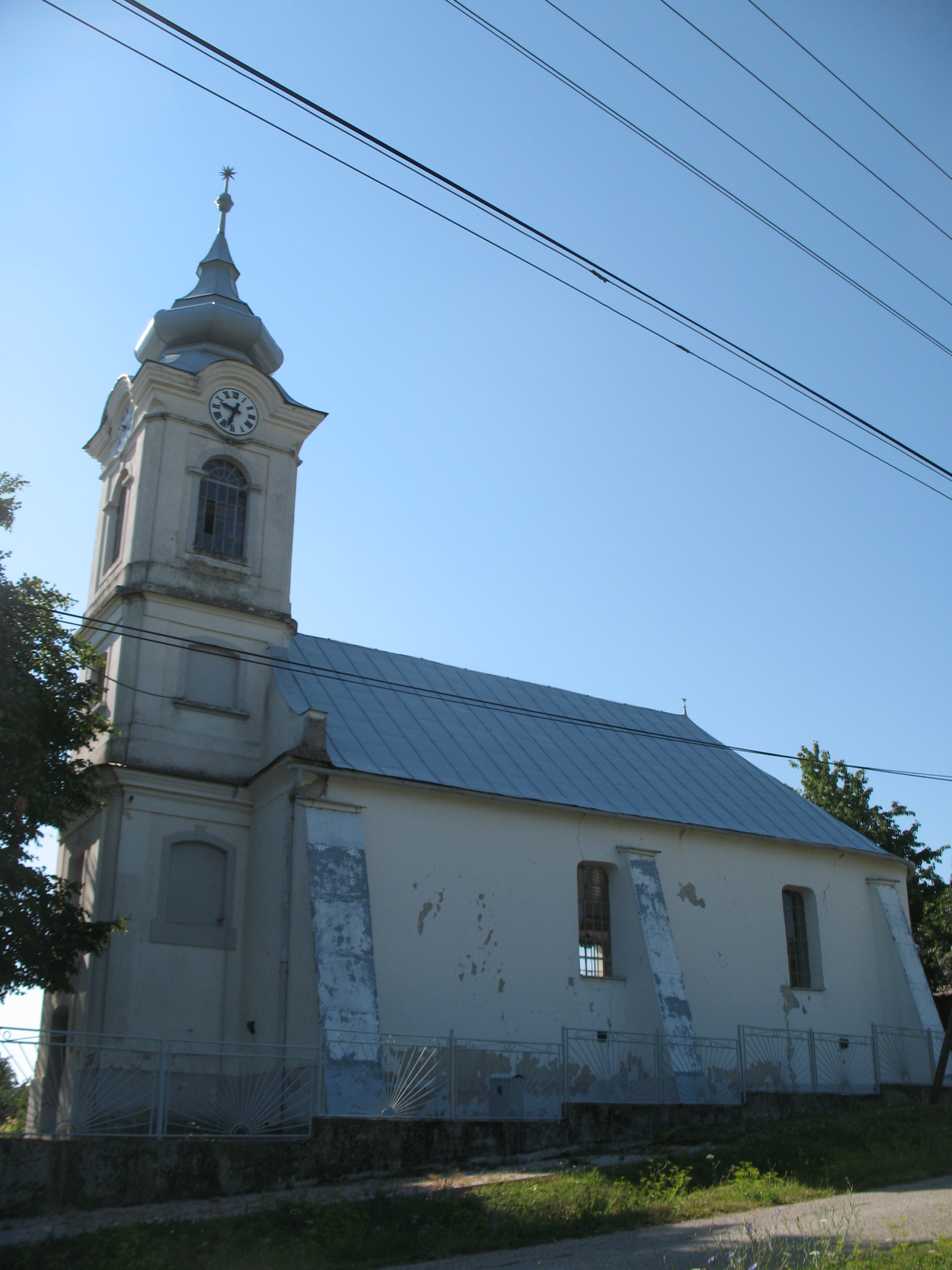
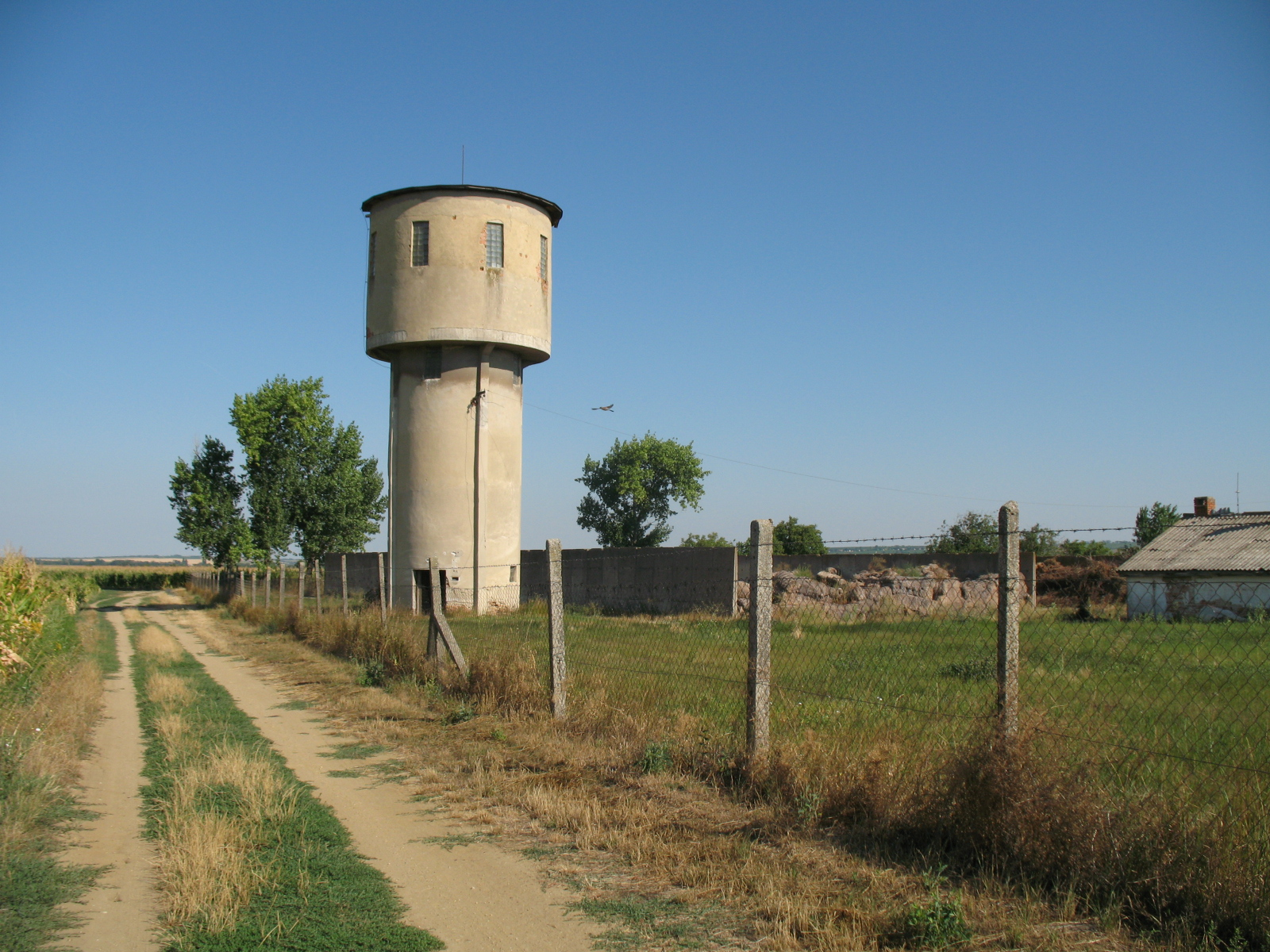
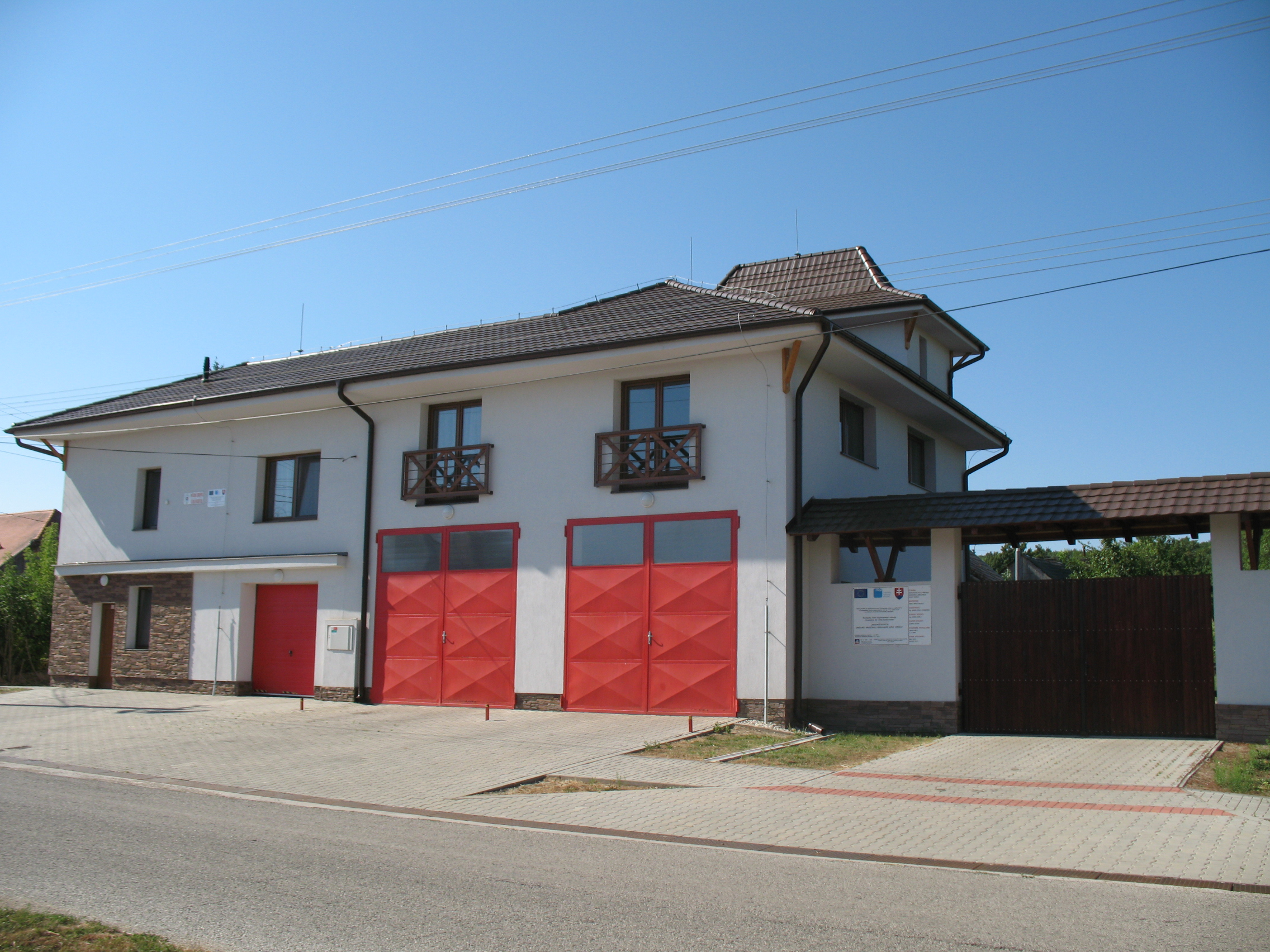
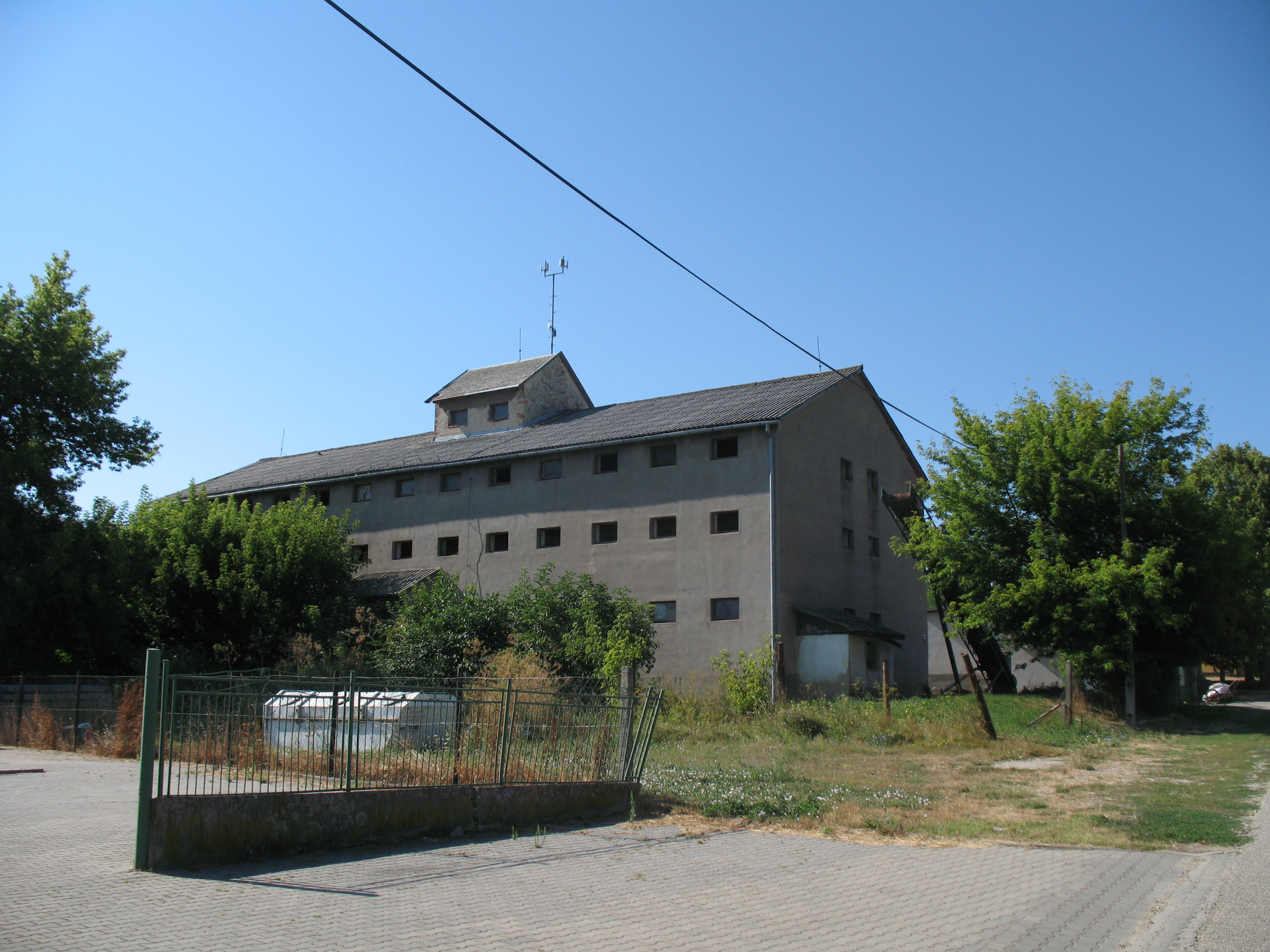
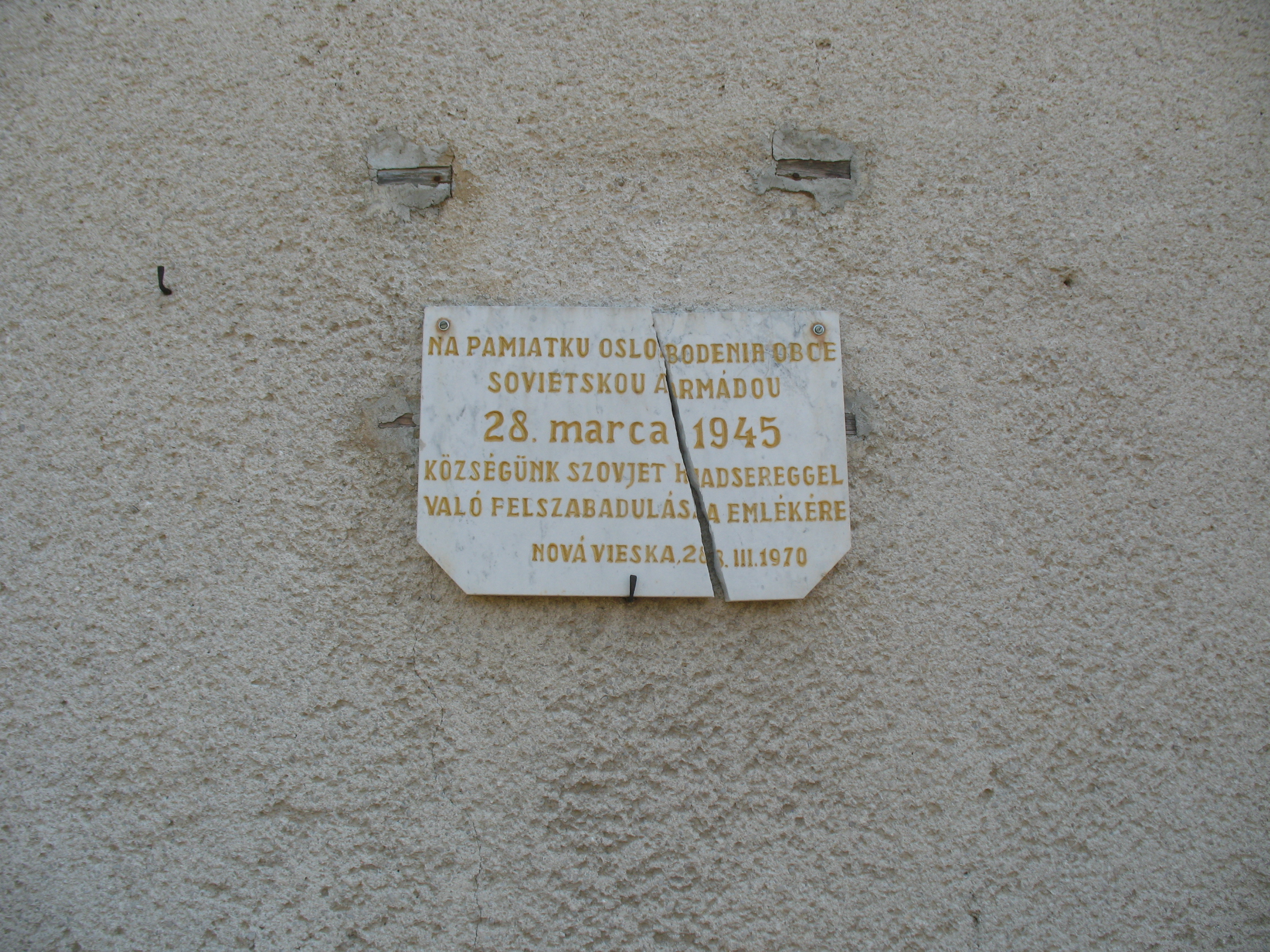
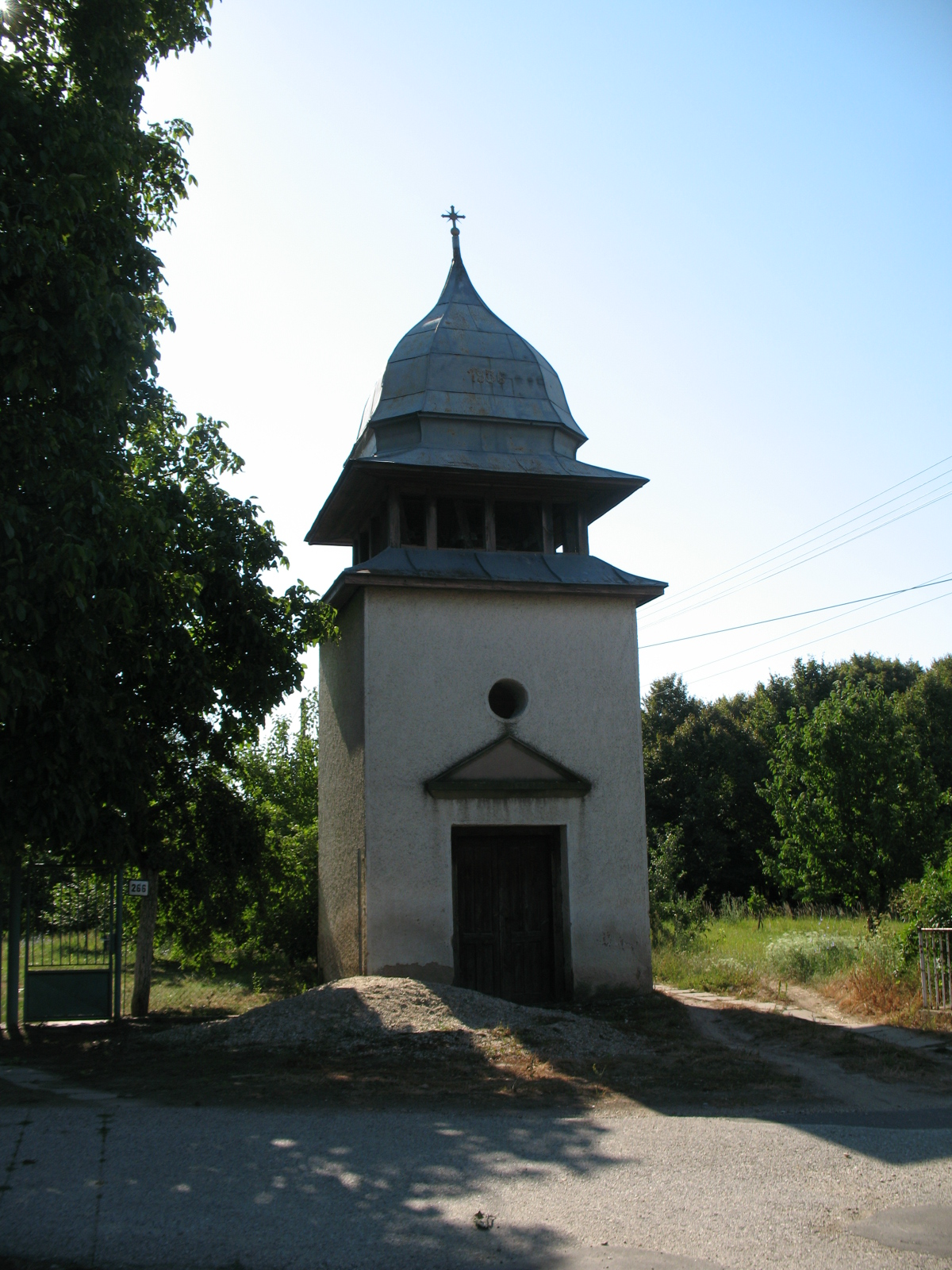

- 1966-óta védett területe a Párizsi patak mocsaras környéke, mely egyedülálló vízinövény és állatvilággal rendelkezik.

## Híres emberek
- Gulyás Lajos református esperes, 1956-os vértanú;
- Tóth Ede történész, Mocsáry Lajos életrajzírója;
- Kisújfalun született 1927. augusztus 3-án Csanda Sándor (+1989) irodalomtörténész, kritikus.[7]

## Testvértelepülések
- Budaörs,  Magyarország
- Mezőfalva,  Magyarország[8]